# Březí (Boêmia Central)
Březí é uma comuna checa localizada na região da Boêmia Central, distrito de Praha-východ.